# Johannes Otto (Journalist)
Johannes Otto (* 1922 in Freiburg in Schlesien; † 1994 in Wien) war ein deutscher Journalist.

## Leben
Nach Kriegsteilnahme im Zweiten Weltkrieg als Soldat und Gefangenschaft in England studierte Otto Geschichte.
Otto war als Journalist für den Axel-Springer-Verlag tätig. Er leitete dort den internen Axel-Springer-Inlandsdienst (ASD). Neben der ASD-Zentrale in West-Berlin gab es zusätzlich das Hauptstadtbüro in Bonn sowie Niederlassungen in München, Stuttgart und Hamburg.
Im Januar 1972 wurden die beiden SPD-Bundestagsabgeordneten Franz Seume und Willy Bartsch in Presseberichten des Stern, des Spiegel und der Frankfurter Rundschau als jene „Verräter“ enthüllt, die Springer (also den ASD) angeblich „seit Jahren“ mit geheimen Informationen und Dokumenten über die Ostpolitik versorgten.
Im Herbst 1981 wurde der ASD aufgelöst. Anschließend war Otto von 1981 bis 1987 als Nachfolger von Wolfgang Kryszohn Chefredakteur der Zeitung Berliner Morgenpost.
„Der frühere Morgenpost-Chefredakteur legte sich mit allen an, auch mit Kanzlern und Bundespräsidenten“, so wird Otto in einem Artikel in der Zeitung Die Welt vom 12. September 2003 beschrieben. 1987 ging Otto in Pension.

## Autobiografie
- Johannes Otto: Das Volk war besser. Vierzig Jahre Chronist in Deutschlands Hauptstadt Berlin. Ullstein, Berlin 1990, ISBN 3-550-07656-8.